# Curling-Weltmeisterschaft der Damen 1995

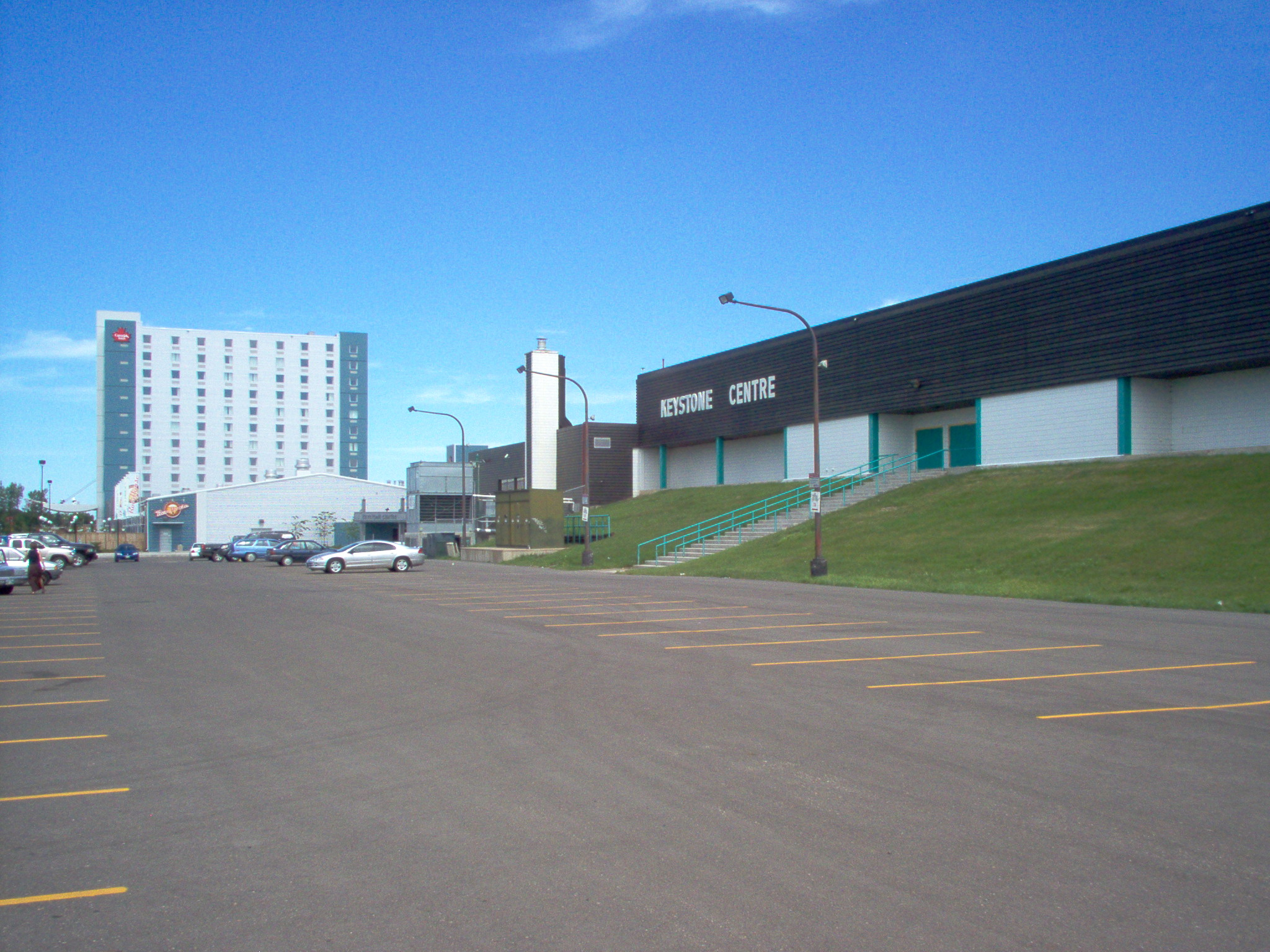
Das Keystone Centre in Brandon

Die Curling-Weltmeisterschaft der Damen 1995 (offiziell: Ford World Women’s Curling Championship 1995) war die 17. Austragung der Welttitelkämpfe im Curling der Damen. Das Turnier wurde vom 8. bis 16. April des Jahres in der kanadischen Stadt Brandon, Manitoba, im Keystone Centre ausgetragen.
Rekordweltmeister Kanada unterlag vor eigenem Publikum den Schwedinnen, die zum dritten Mal Gold gewannen. Die Bronzemedaille holten sich die Norwegerinnen im Spiel um Platz 3 gegen Deutschland. 
Gespielt wurde ein Rundenturnier (Round Robin), was bedeutet, dass Jeder gegen jeden antritt. 

## Teilnehmende Nationen
| Dänemark | Deutschland | Frankreich | Japan | Kanada |
| --- | --- | --- | --- | --- |
| Hvidovre CC, Hvidovre Skip: Helena Blach Lavrsen Third: Dorthe Holm Second: Helene Jensen Lead: Margit Pörtner Ersatz: Lisa Richardson | SC Riessersee, Garmisch-Partenkirchen Skip: Andrea Schöpp Third: Monika Wagner Second: Natalie Nessler Lead: Carina Meidele Ersatz: Heike Wieländer | Megève CC, Megève Skip: Brigitte Lamy Third: Jocelyn Cault-Lhenry Second: Gaëtane Bibollet Lead: Brigitte Collard Ersatz: Tatiana Ducroz | Tokoro Curling Association, Tokoro Skip: Ayako Ishigaki Third: Emi Fujita Second: Yukari Kondō Lead: Yōko Mimura Ersatz: Mayumi Ōkutsu      | Fort Rouge CC, Winnipeg Skip: Connie Laliberte Third: Cathy Overton Second: Cathy Gauthier Lead: Janet Arnott Ersatz: Debbie Jones-Walker |
| Norwegen | Schottland | Schweden | Schweiz | Vereinigte Staaten |
| Snarøen CC, Oslo Skip: Dordi Nordby Third: Hanne Pettersen Second: Marianne Aspelin Lead: Cecilie Torhaug                              | Airleywight Ladies CC, Perth Skip: Kirsty Hay Third: Edith Loudon Second: Joanna Pegg Lead: Katie Loudon Ersatz: Claire Milne                       | Umeå CK, Umeå Skip: Elisabet Johansson Third: Katarina Nyberg Second: Louise Marmont Lead: Elisabeth Persson Ersatz: Helena Svensson     | Leukerbad CC, Leukerbad Skip: Graziella Grichting Third: Selina Breuleux Second: Madlaina Breuleux Lead: Inger Müller Ersatz: Claudia Biner | Madison CC, Madison Skip: Lisa Schoeneberg Third: Erika Brown Second: Lori Mountford Lead: Marcia Tillisch Ersatz: Allison Darragh        |

## Tabelle der Round Robin
| Schlüssel | Schlüssel                       |
| --------- | ------------------------------- |
|           | Qualifiziert für das Halbfinale |

| Platz | Team               | Spiele | Siege | Ndlg. |
| ----- | ------------------ | ------ | ----- | ----- |
| 1.    | Kanada             | 9      | 8     | 1     |
| 2.    | Norwegen           | 9      | 8     | 1     |
| 3.    | Schweden           | 9      | 6     | 3     |
| 4.    | Deutschland        | 9      | 5     | 4     |
| 5.    | Dänemark           | 9      | 4     | 5     |
| 6.    | Vereinigte Staaten | 9      | 4     | 5     |
| 7.    | Schottland         | 9      | 4     | 5     |
| 8.    | Schweiz            | 9      | 4     | 5     |
| 9.    | Japan              | 9      | 2     | 7     |
| 10.   | Frankreich         | 9      | 0     | 9     |

## Ergebnisse der Round Robin

### Runde 1
| Begegnung           | Resultat |
| ------------------- | -------- |
| Schweden – Dänemark | 11:2     |

| Begegnung               | Resultat |
| ----------------------- | -------- |
| Frankreich – Schottland | 4:10     |

| Begegnung            | Resultat |
| -------------------- | -------- |
| Deutschland – Kanada | 2:5      |

| Begegnung          | Resultat |
| ------------------ | -------- |
| Schweiz – Norwegen | 3:4      |

| Begegnung                  | Resultat |
| -------------------------- | -------- |
| Japan – Vereinigte Staaten | 6:10     |

### Runde 2
| Begegnung          | Resultat |
| ------------------ | -------- |
| Japan – Frankreich | 9:5      |

| Begegnung                   | Resultat |
| --------------------------- | -------- |
| Kanada – Vereinigte Staaten | 10:9     |

| Begegnung          | Resultat |
| ------------------ | -------- |
| Schweden – Schweiz | 6:3      |

| Begegnung              | Resultat |
| ---------------------- | -------- |
| Deutschland – Dänemark | 10:7     |

| Begegnung             | Resultat |
| --------------------- | -------- |
| Schottland – Norwegen | 6:11     |

### Runde 3
| Begegnung                     | Resultat |
| ----------------------------- | -------- |
| Norwegen – Vereinigte Staaten | 10:6     |

| Begegnung          | Resultat |
| ------------------ | -------- |
| Dänemark – Schweiz | 4:7      |

| Begegnung          | Resultat |
| ------------------ | -------- |
| Schottland – Japan | 9:4      |

| Begegnung         | Resultat |
| ----------------- | -------- |
| Kanada – Schweden | 6:4      |

| Begegnung                | Resultat |
| ------------------------ | -------- |
| Deutschland – Frankreich | 6:4      |

### Runde 4
| Begegnung             | Resultat |
| --------------------- | -------- |
| Dänemark – Schottland | 5:4      |

| Begegnung              | Resultat |
| ---------------------- | -------- |
| Deutschland – Schweden | 5:8      |

| Begegnung                       | Resultat |
| ------------------------------- | -------- |
| Frankreich – Vereinigte Staaten | 4:7      |

| Begegnung        | Resultat |
| ---------------- | -------- |
| Norwegen – Japan | 7:4      |

| Begegnung        | Resultat |
| ---------------- | -------- |
| Schweiz – Kanada | 4:6      |

### Runde 5
| Begegnung           | Resultat |
| ------------------- | -------- |
| Deutschland – Japan | 6:3      |

| Begegnung           | Resultat |
| ------------------- | -------- |
| Schottland – Kanada | 5:6      |

| Begegnung           | Resultat |
| ------------------- | -------- |
| Dänemark – Norwegen | 3:9      |

| Begegnung            | Resultat |
| -------------------- | -------- |
| Frankreich – Schweiz | 2:6      |

| Begegnung                     | Resultat |
| ----------------------------- | -------- |
| Vereinigte Staaten – Schweden | 5:8      |

### Runde 6
| Begegnung                    | Resultat |
| ---------------------------- | -------- |
| Vereinigte Staaten – Schweiz | 7:3      |

| Begegnung           | Resultat |
| ------------------- | -------- |
| Schweden – Norwegen | 5:7      |

| Begegnung           | Resultat |
| ------------------- | -------- |
| Kanada – Frankreich | 6:5      |

| Begegnung                | Resultat |
| ------------------------ | -------- |
| Schottland – Deutschland | 3:6      |

| Begegnung        | Resultat |
| ---------------- | -------- |
| Dänemark – Japan | 6:11     |

### Runde 7
| Begegnung             | Resultat |
| --------------------- | -------- |
| Frankreich – Schweden | 1:11     |

| Begegnung                     | Resultat |
| ----------------------------- | -------- |
| Vereinigte Staaten – Dänemark | 4:7      |

| Begegnung            | Resultat |
| -------------------- | -------- |
| Schweiz – Schottland | 4:7      |

| Begegnung      | Resultat |
| -------------- | -------- |
| Japan – Kanada | 2:5      |

| Begegnung              | Resultat |
| ---------------------- | -------- |
| Norwegen – Deutschland | 5:4      |

### Runde 8
| Begegnung         | Resultat |
| ----------------- | -------- |
| Kanada – Norwegen | 8:7      |

| Begegnung       | Resultat |
| --------------- | -------- |
| Schweiz – Japan | 6:5      |

| Begegnung                        | Resultat |
| -------------------------------- | -------- |
| Vereinigte Staaten – Deutschland | 5:8      |

| Begegnung             | Resultat |
| --------------------- | -------- |
| Dänemark – Frankreich | 7:5      |

| Begegnung             | Resultat |
| --------------------- | -------- |
| Schweden – Schottland | 6:8      |

### Runde 9
| Begegnung             | Resultat |
| --------------------- | -------- |
| Schweiz – Deutschland | 5:3      |

| Begegnung             | Resultat |
| --------------------- | -------- |
| Norwegen – Frankreich | 9:3      |

| Begegnung        | Resultat |
| ---------------- | -------- |
| Japan – Schweden | 3:12     |

| Begegnung                       | Resultat |
| ------------------------------- | -------- |
| Vereinigte Staaten – Schottland | 8:6      |

| Begegnung         | Resultat |
| ----------------- | -------- |
| Kanada – Dänemark | 1:10     |

## Play-off

### Turnierbaum
|  | Halbfinale | Halbfinale  | Halbfinale |   |        | Finale                      | Finale                      | Finale                      |
|  |            |             |            |   |        |                             |                             |                             |
|  |            |             |            |   |        |                             |                             |                             |
|  | 1          | Kanada      | 10         |   |        |                             |                             |                             |
|  | 4          | Deutschland | 4          |   |        |                             |                             |                             |
|  |            |             |            | 1 | Kanada | 1                           |                             |                             |
|  |            |             |            |   | 5      | Schweden                    | 6                           |                             |
|  | 2          | Norwegen    | 4          |   |        |                             |                             |                             |
|  | 3          | Schweden    | 6          |   |        | Spiel um die Bronzemedaille | Spiel um die Bronzemedaille | Spiel um die Bronzemedaille |
|  |            |             |            |   |        | 2                           | Norwegen                    | 8                           |
|  | 4          | Deutschland | 3          |   |        |                             |                             |                             |
|  |            |             |            |   |        |                             |                             |                             |

### Halbfinale
| Begegnung            | Resultat |
| -------------------- | -------- |
| Kanada – Deutschland | 10:4     |

| Begegnung           | Resultat |
| ------------------- | -------- |
| Norwegen – Schweden | 4:6      |

### Spiel um die Bronzemedaille
| Begegnung              | Resultat |
| ---------------------- | -------- |
| Norwegen – Deutschland | 8:3      |

### Finale
| Team     |  | 1 | 2 | 3 | 4 | 5 | 6 | 7 | 8 | 9 | 10 | 11 | Gesamt |
| -------- |  | - | - | - | - | - | - | - | - | - | -- | -- | ------ |
| Kanada   |  | 1 | 0 | 2 | 0 | 0 | 0 | 1 | 1 | 0 | 0  | 0  | 5      |
| Schweden |  | 0 | 1 | 0 | 1 | 1 | 0 | 0 | 0 | 1 | 1  | 1  | 6      |

## Endstand
| Platz | Land               |
| ----- | ------------------ |
| 1     | Schweden           |
| 2     | Kanada             |
| 3     | Norwegen           |
| 4     | Deutschland        |
| 5     | Dänemark           |
| 6     | Vereinigte Staaten |
| 7     | Schottland         |
| 8     | Schweiz            |
| 9     | Japan              |
| 10    | Frankreich         |